# Provincia Razavi Khorasan
Razavi Khorasan (în persană استان خراسان رضوی, Ostâne Xorâsâne Razavi) este o provincie situată în nord-estul Iranului. Mashhad este centrul și capitala provinciei. Alte orașe sunt Quchan, Dargaz, Chenaran, Sarakhs, Fariman, Torbat-e Heydarieh, Torbat - e Jam,  Salehabad, Taybad,  Khaf, Roshtkhar, Kashmar,  Rivash, Bardaskan, Nișapur, Sabzevar, Gonabad,  Kalat. Razavi Khorasan este una dintre cele trei provincii care au fost create după divizarea provinciei Khorasan în 2004. În 2014 a fost plasată în  Regiunea 5 cu Mashhad ca locație a secretariatului regiunii.

## Galerie

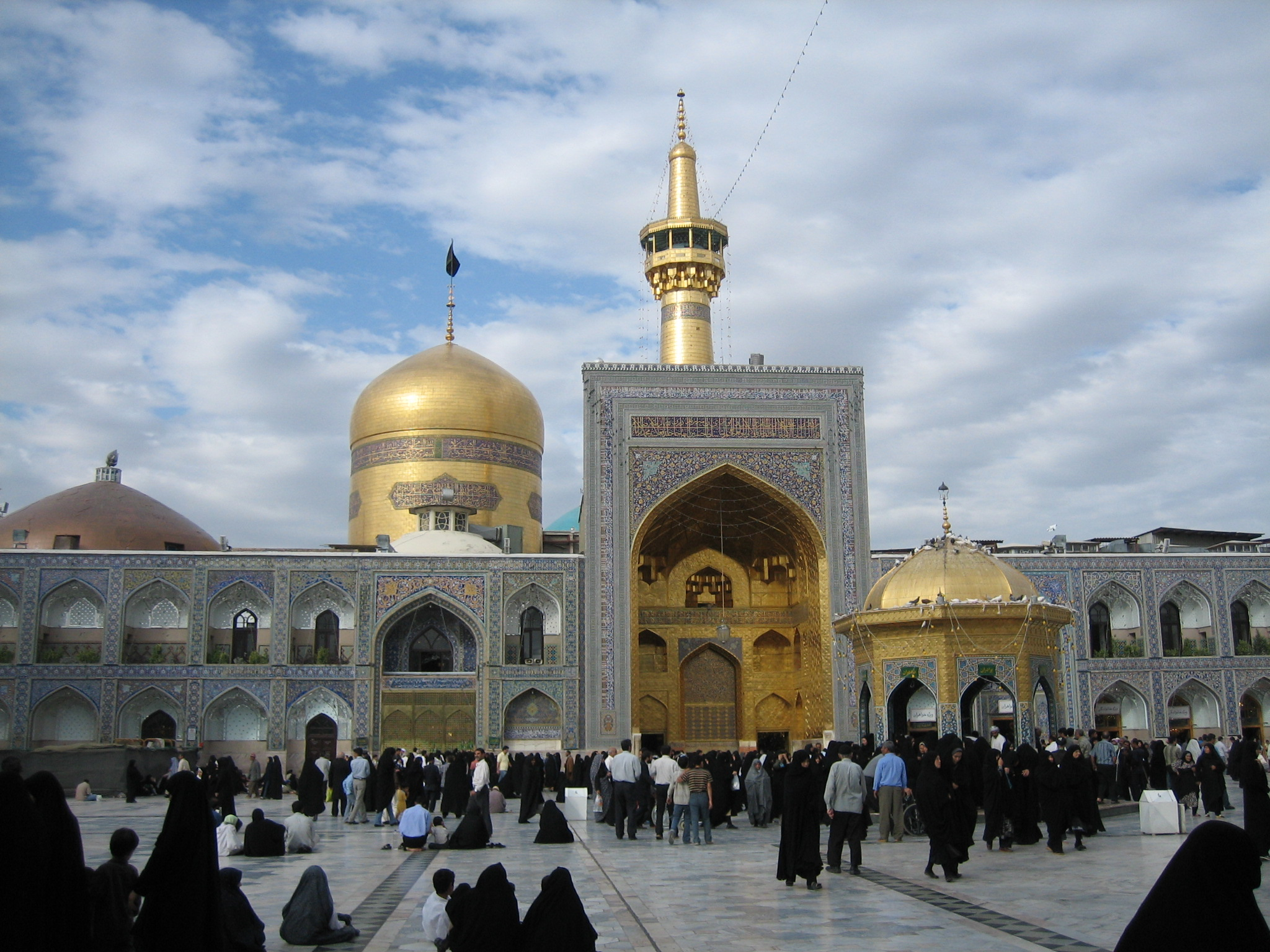
Mashhad
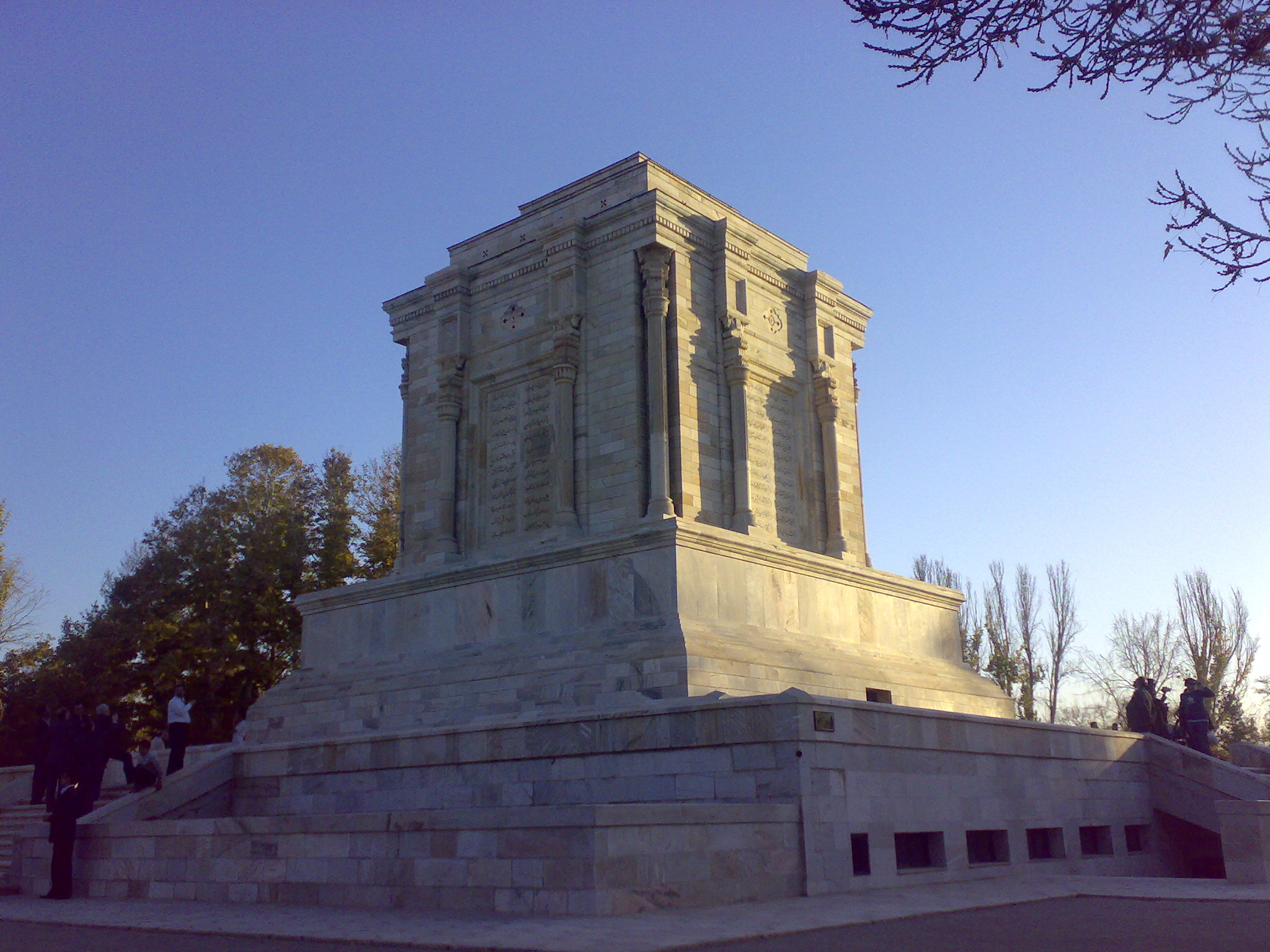
Mashhad
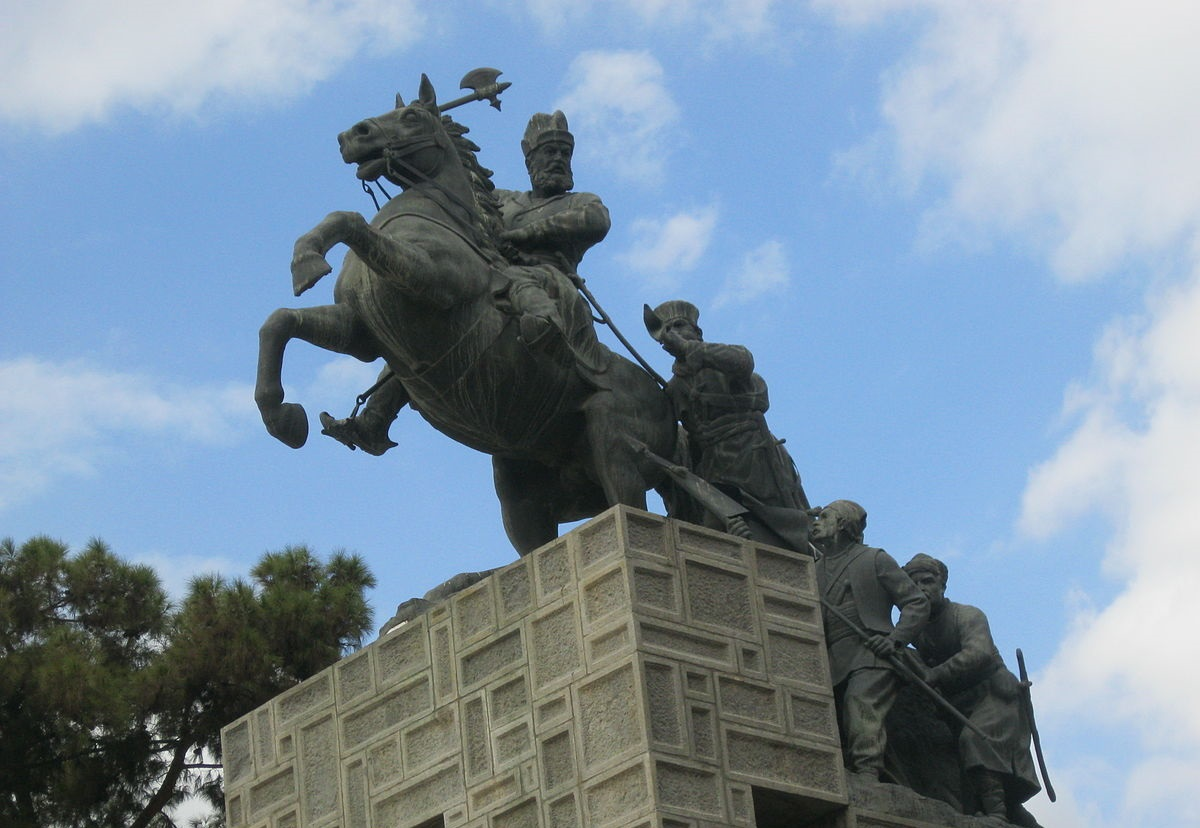
Mashhad
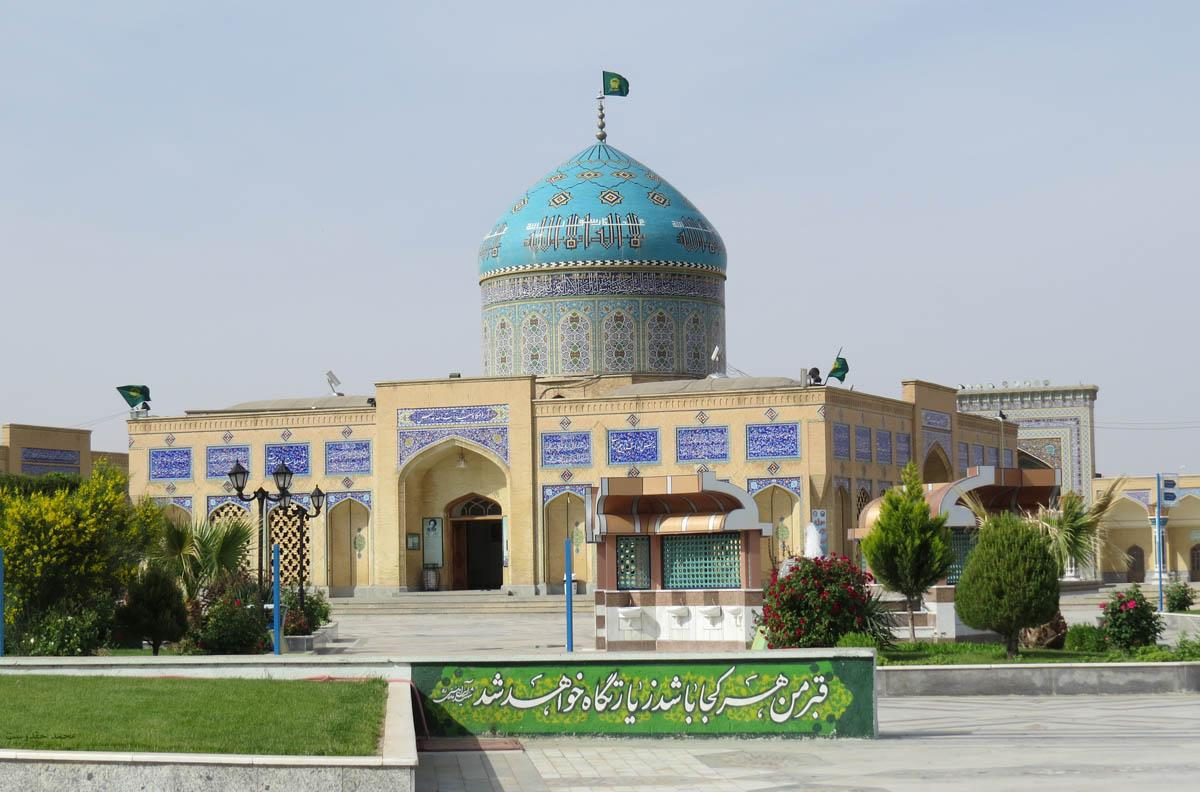
Kashmar
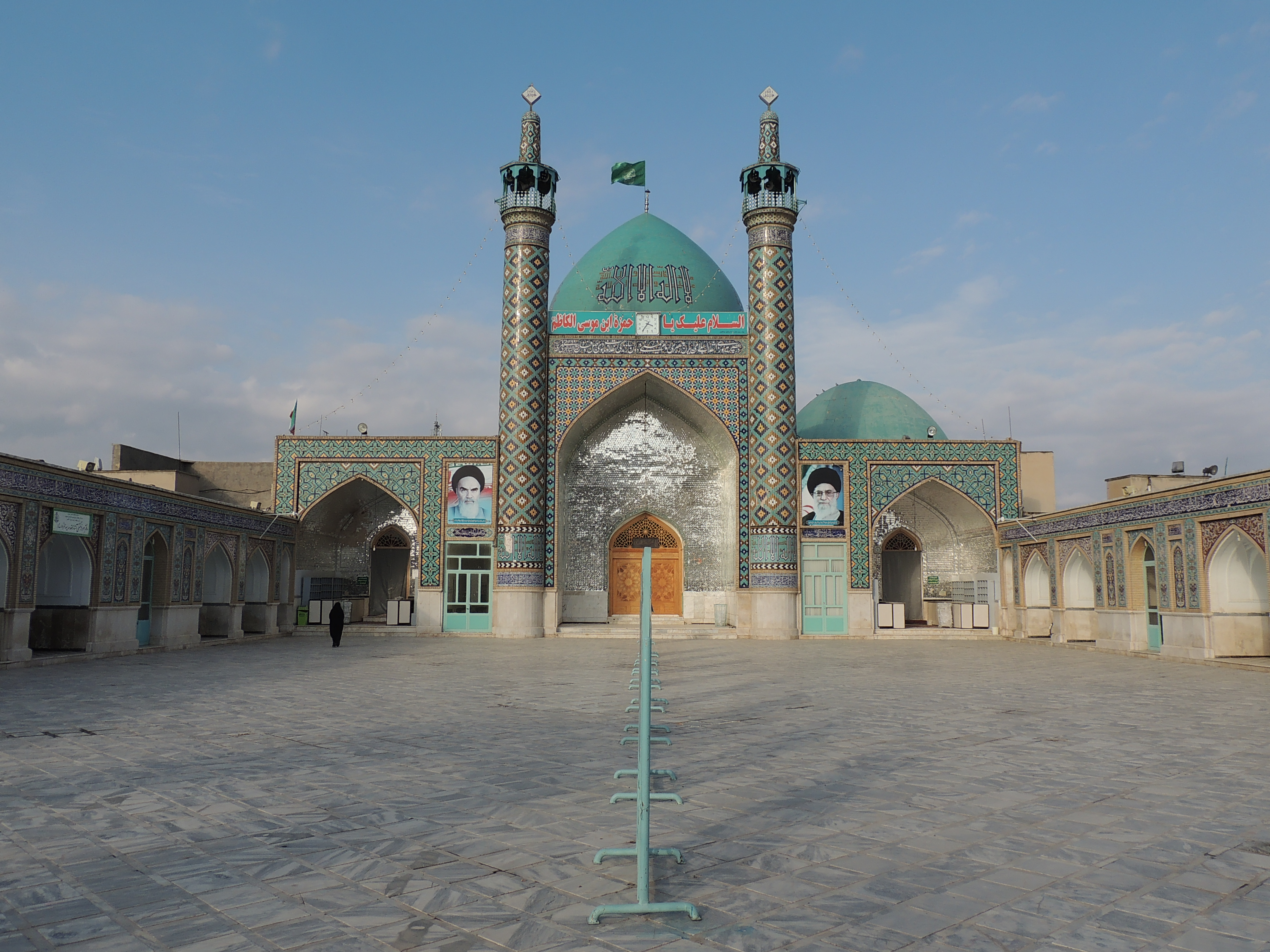
Kashmar
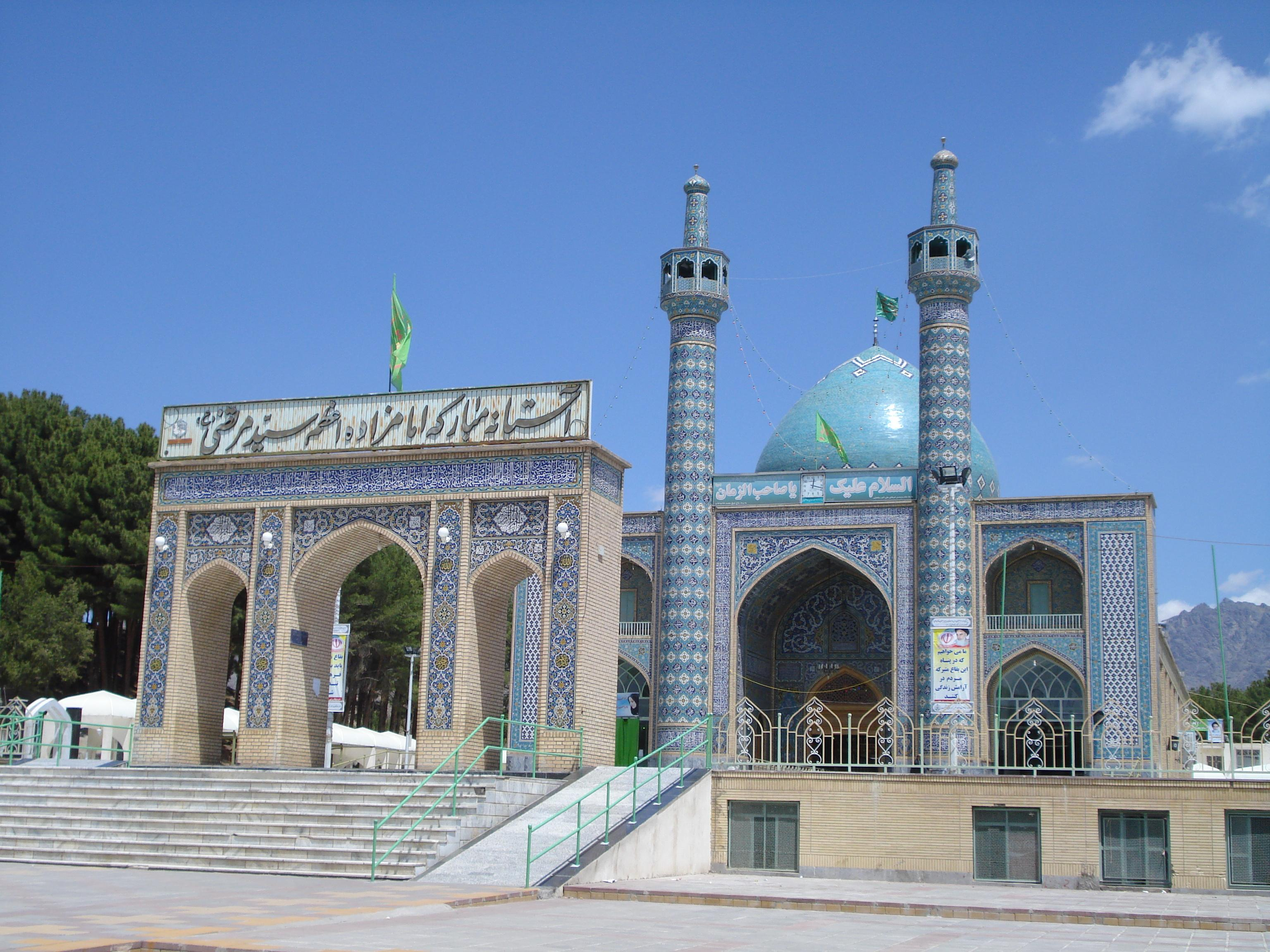
Kashmar
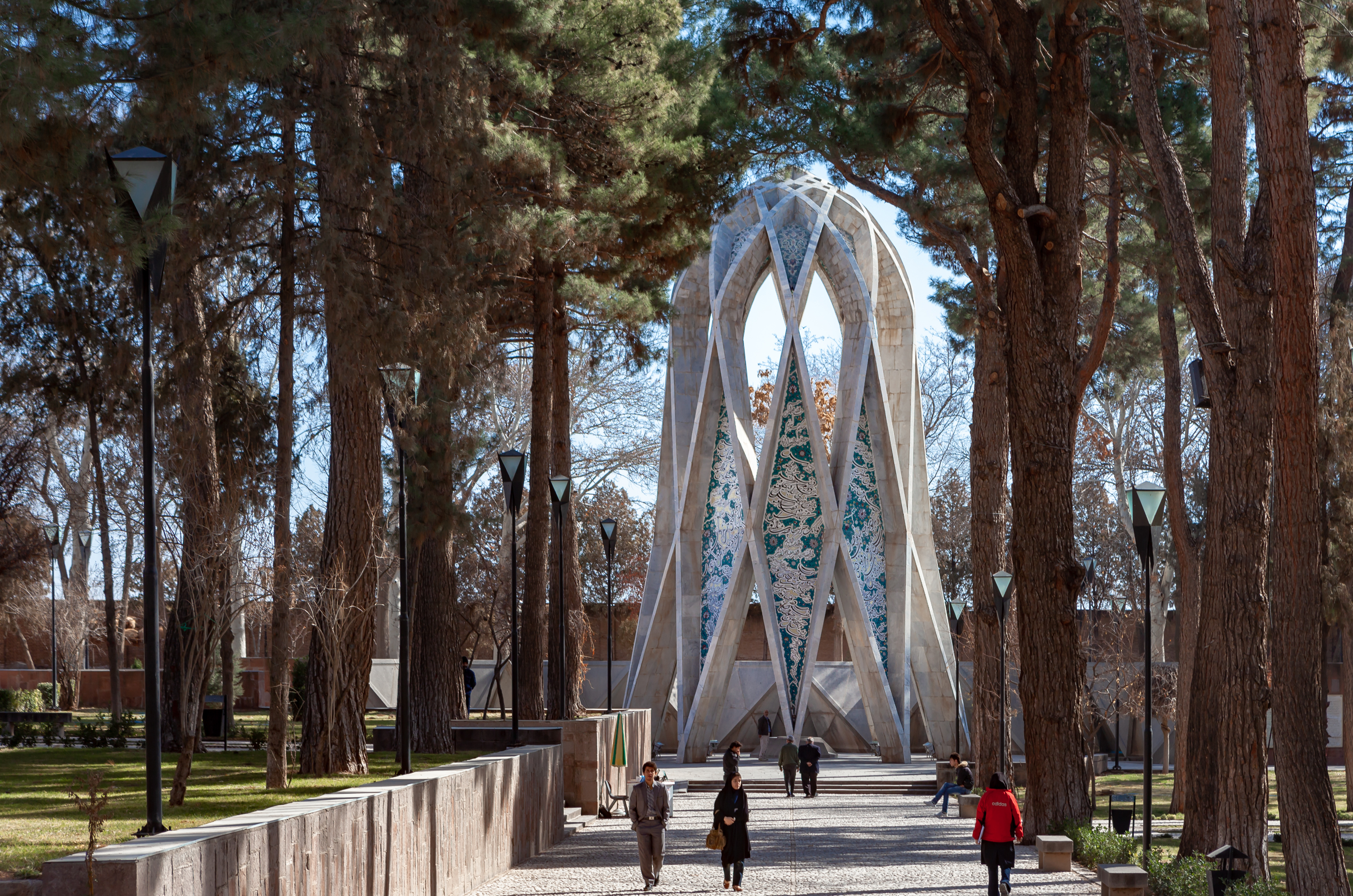
Nișapur
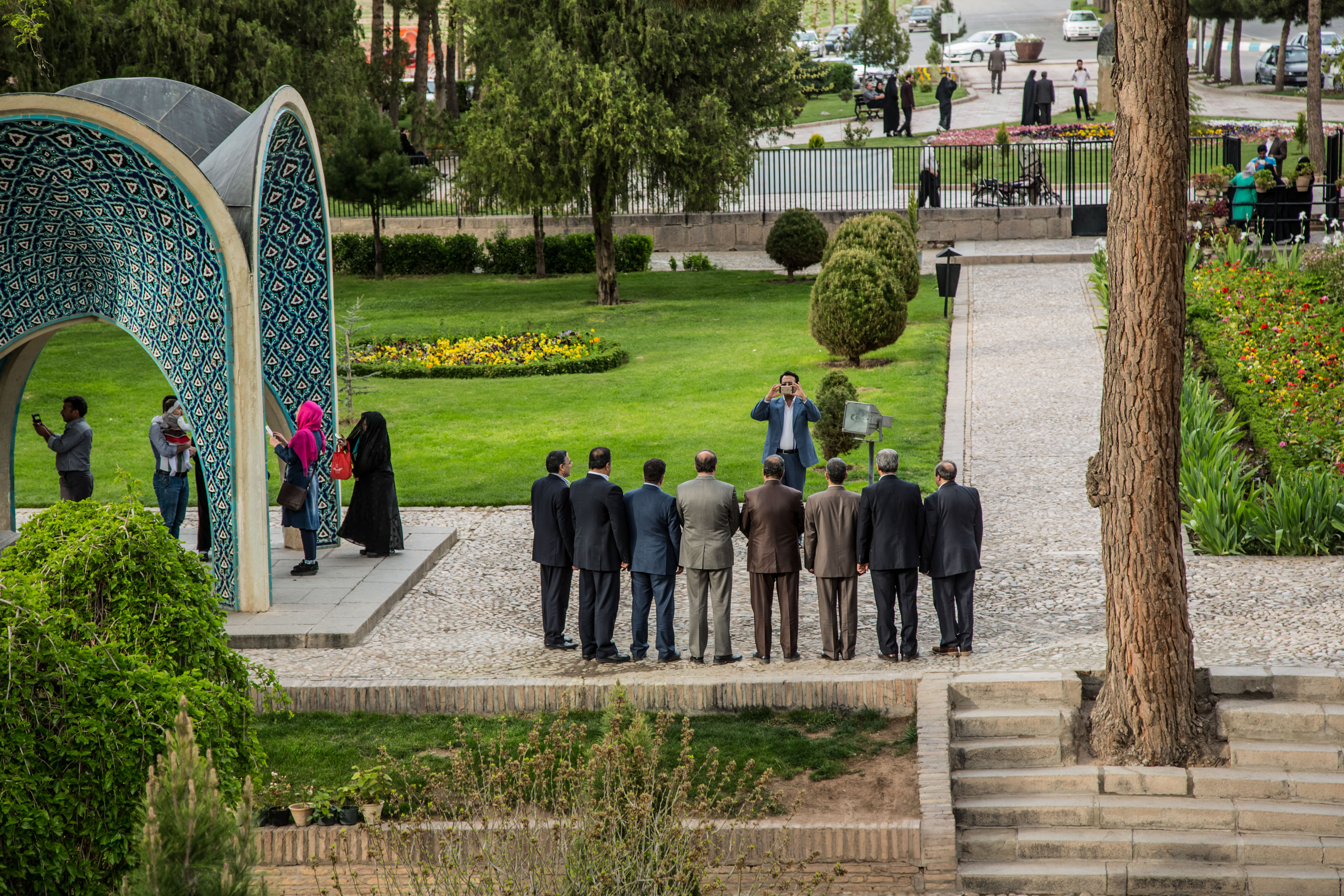
Nișapur
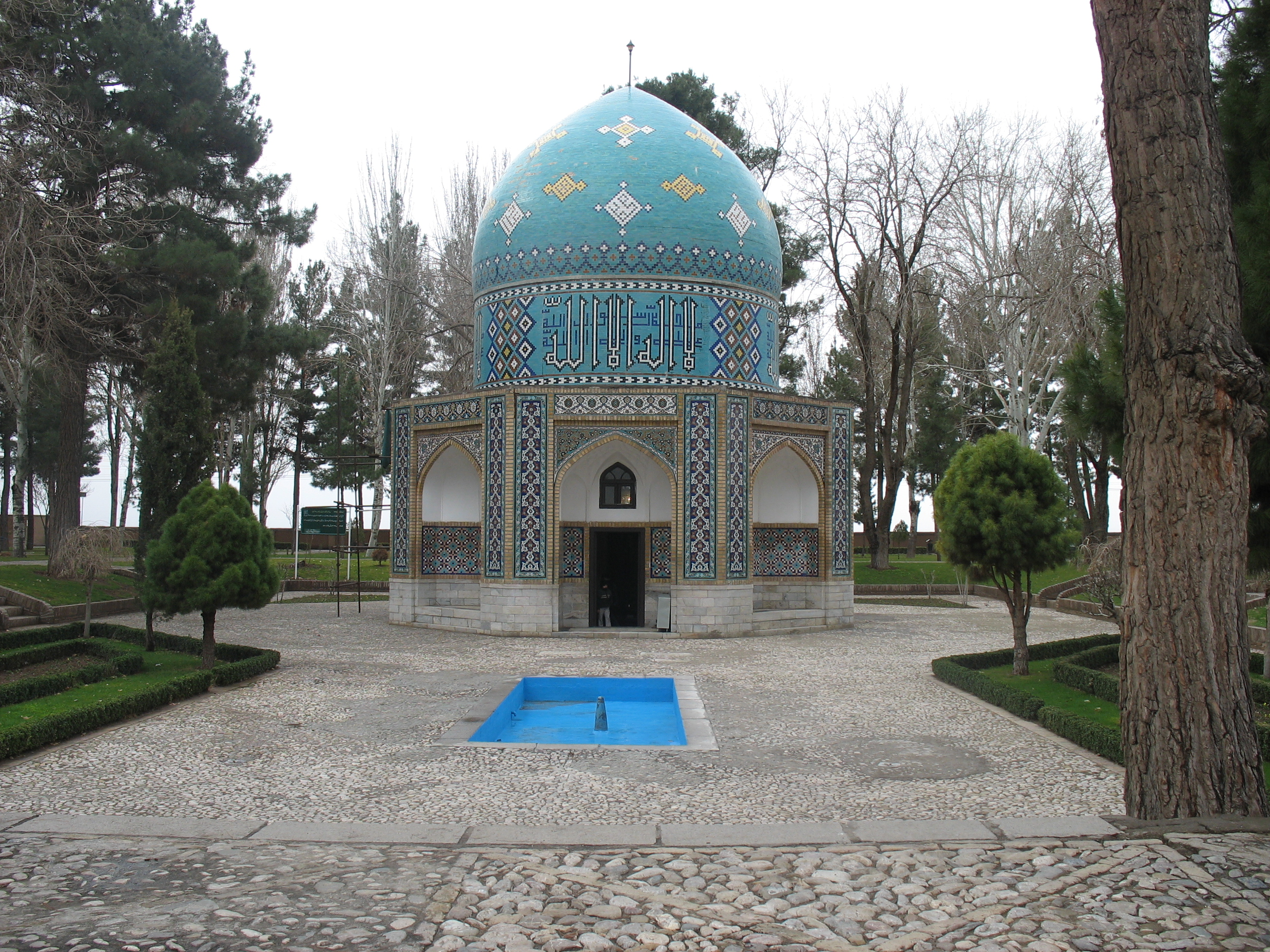
Nișapur
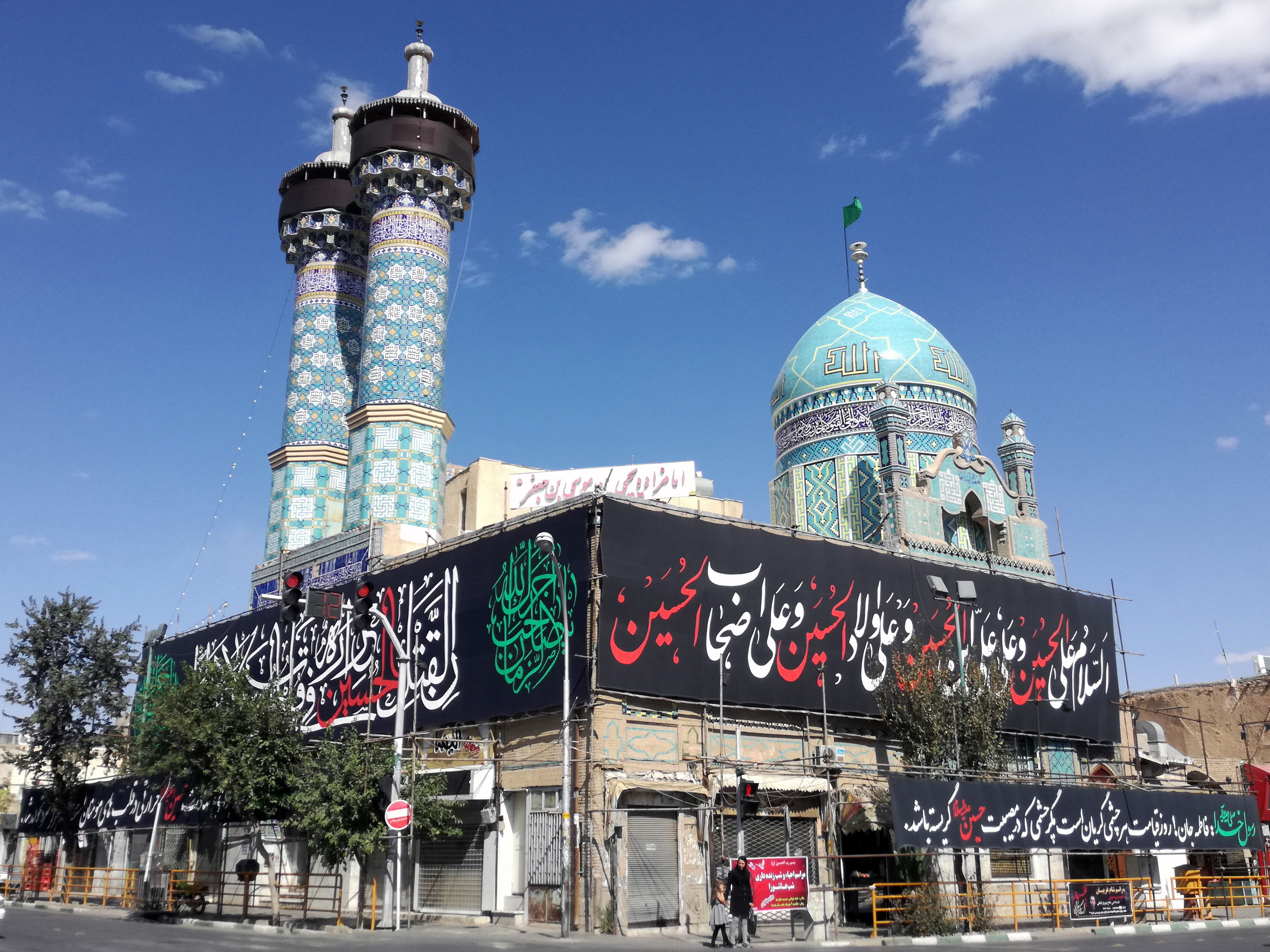
Sabzevar
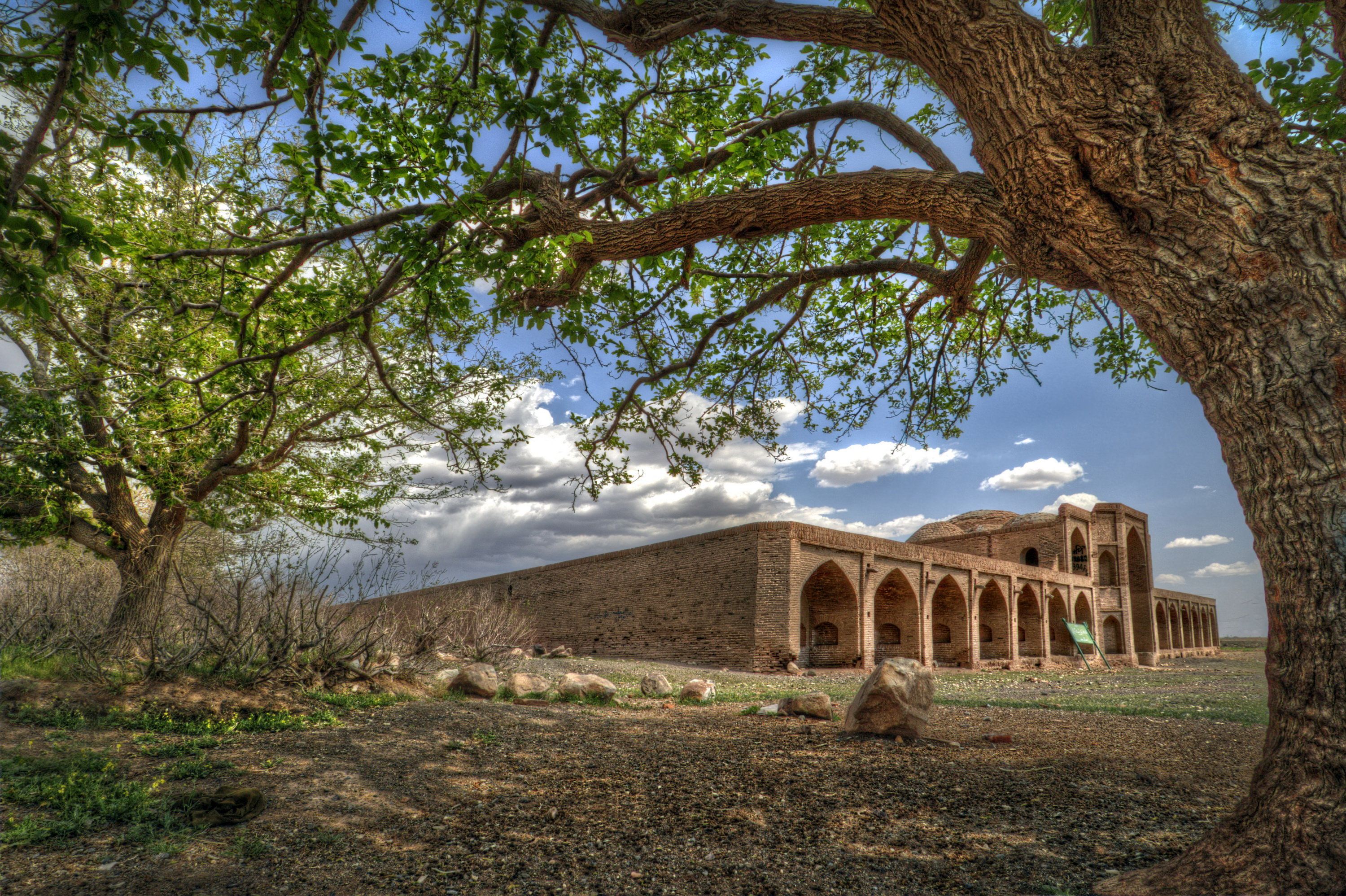
Sabzevar
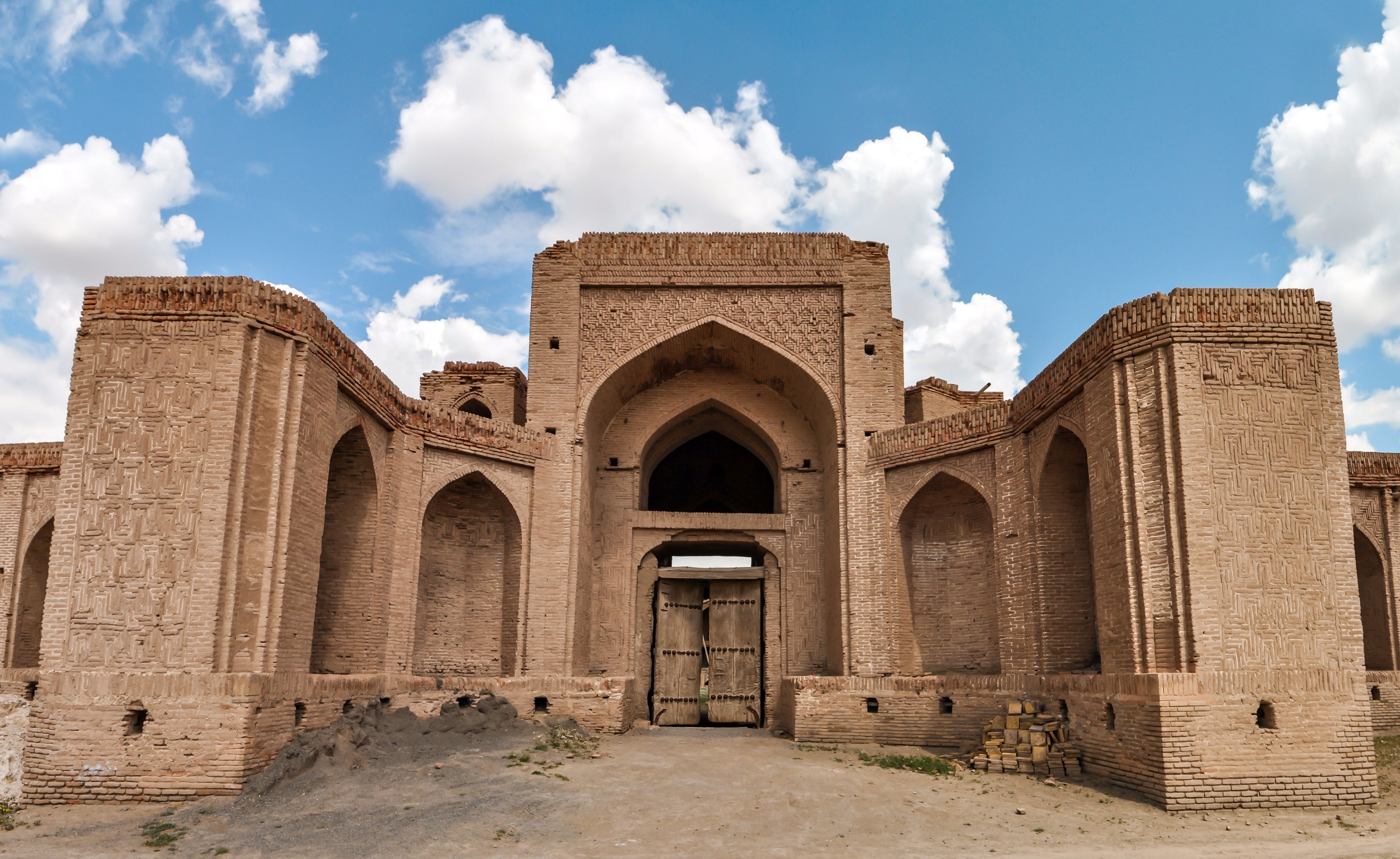
Sabzevar
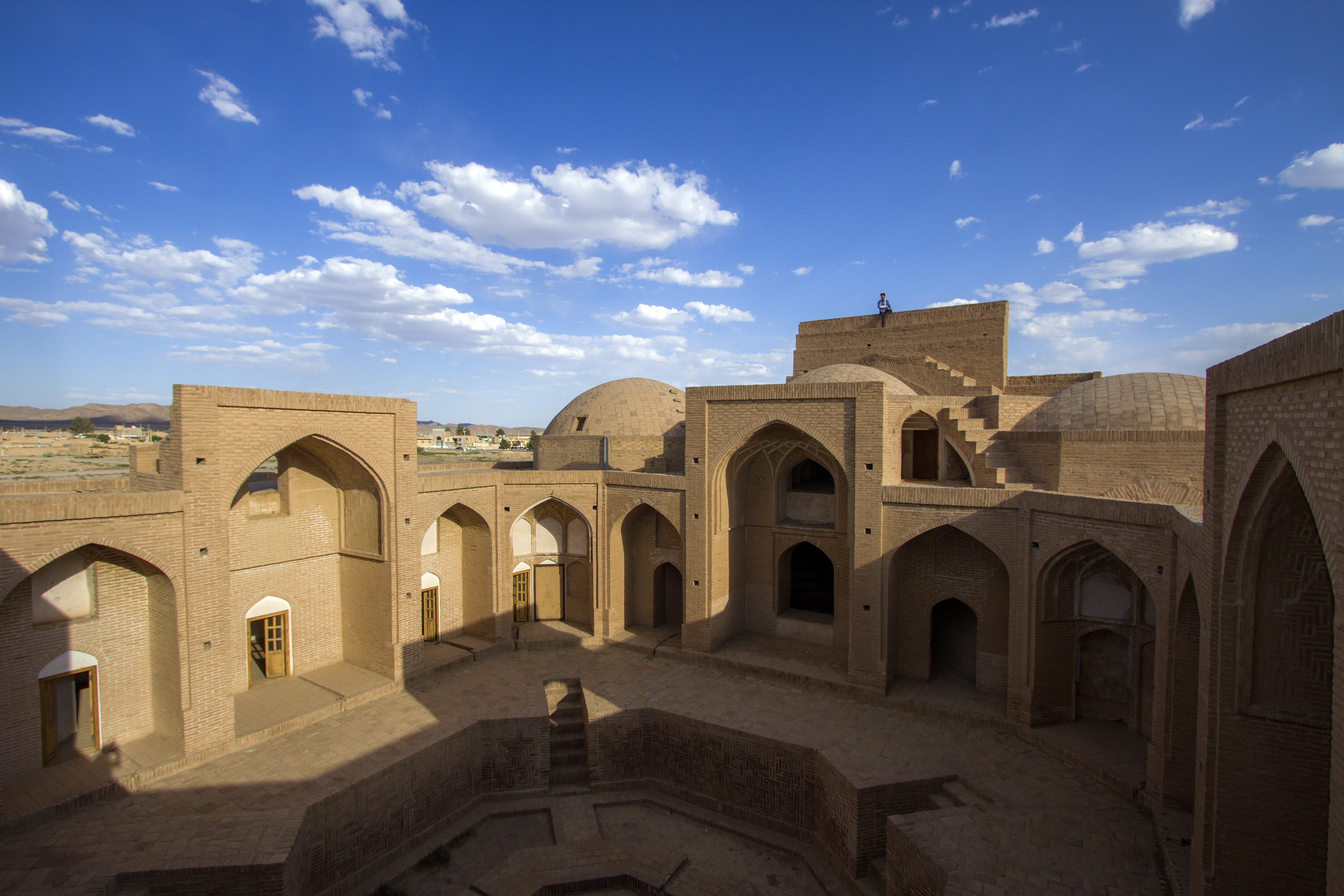
Ferdows
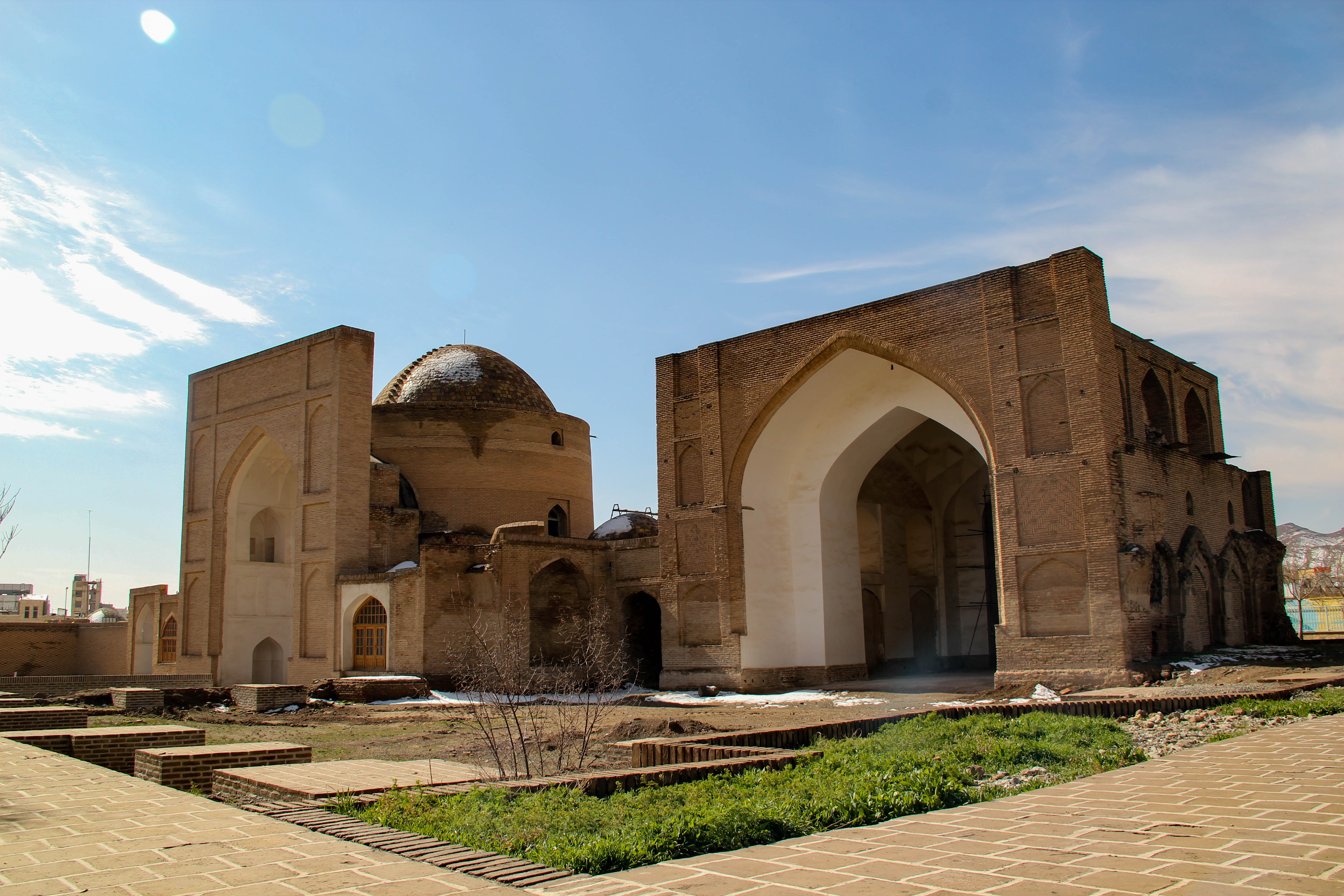
Torbat-e Heydarieh
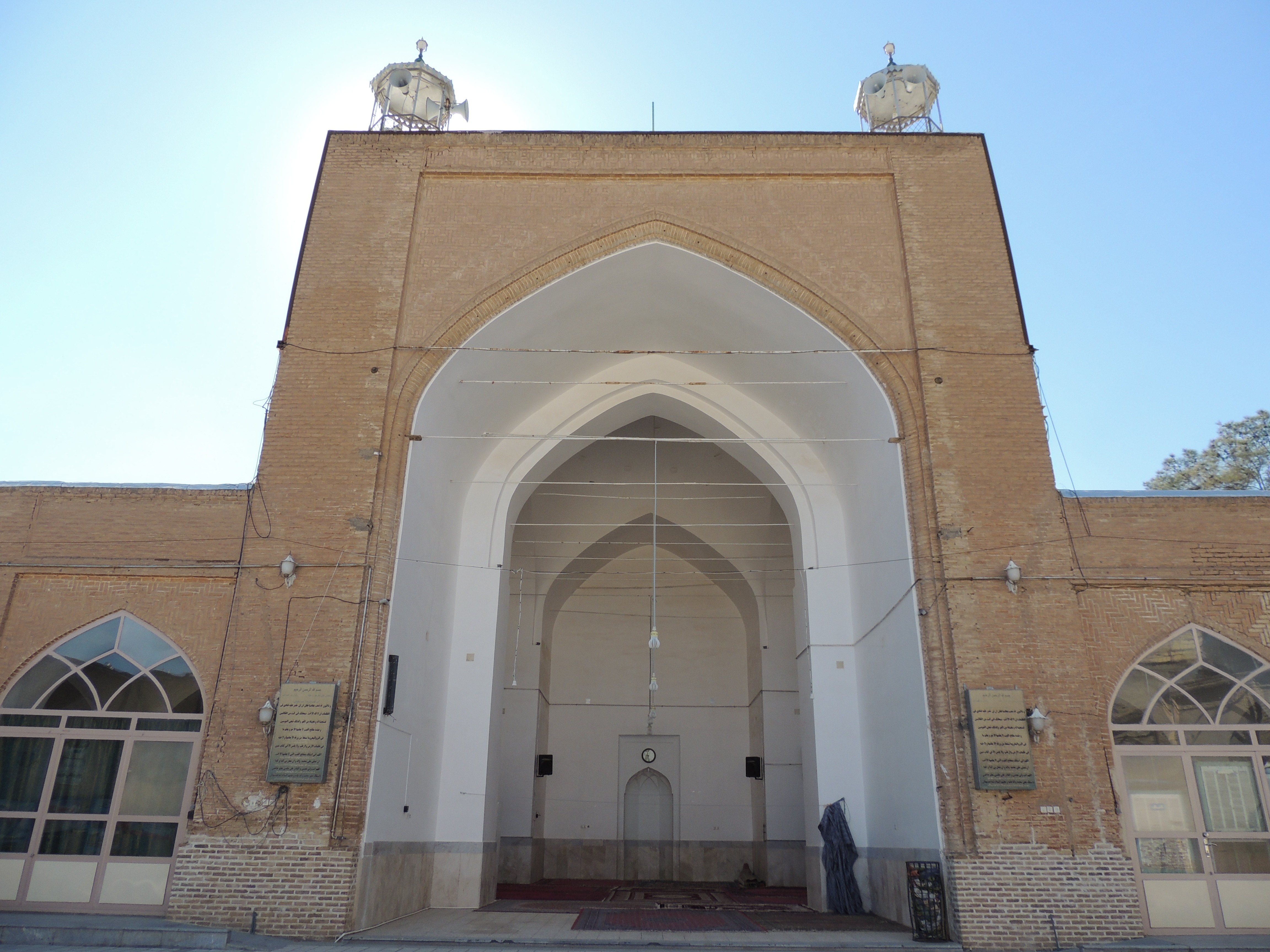
Khalilabad
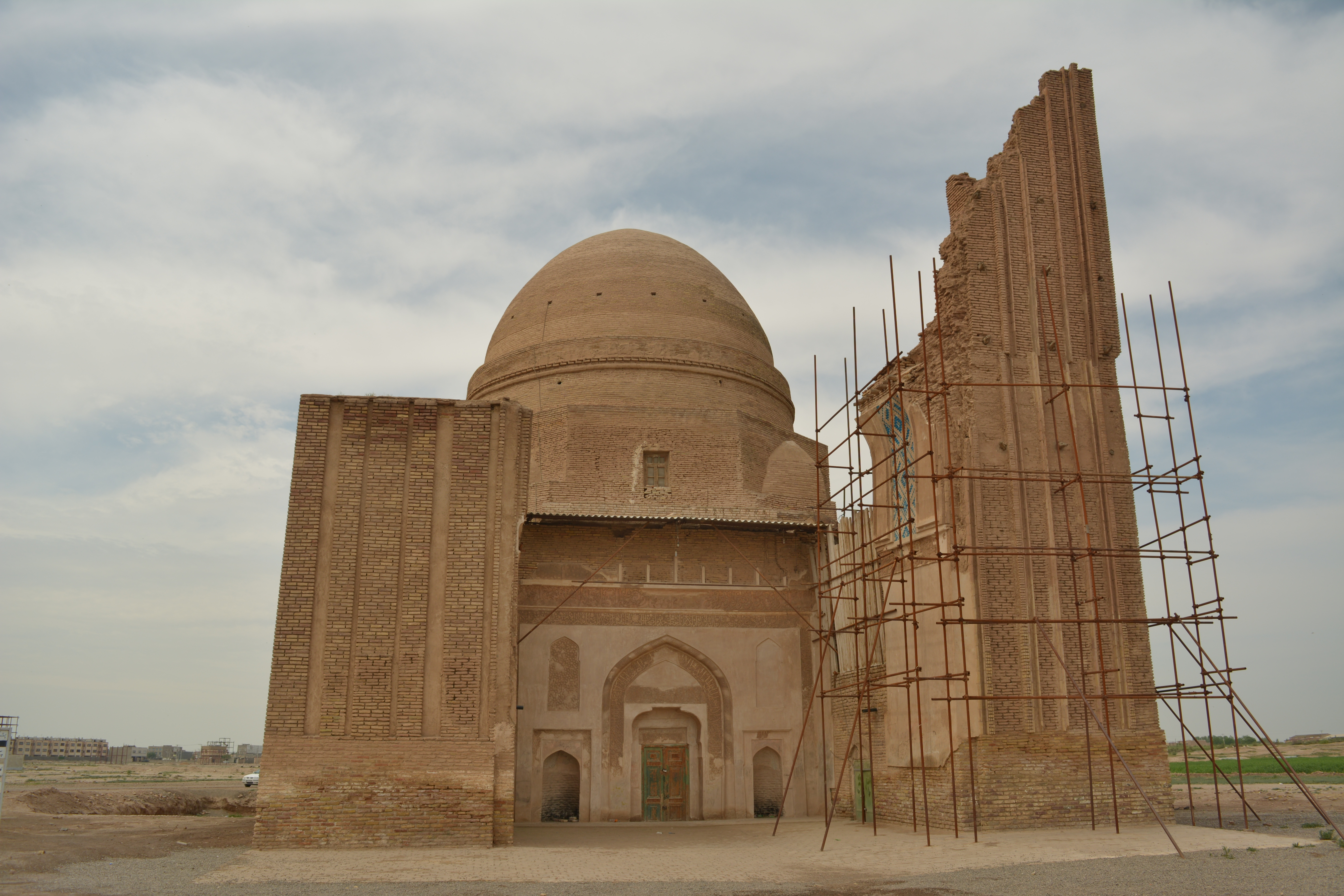
Sarakhs
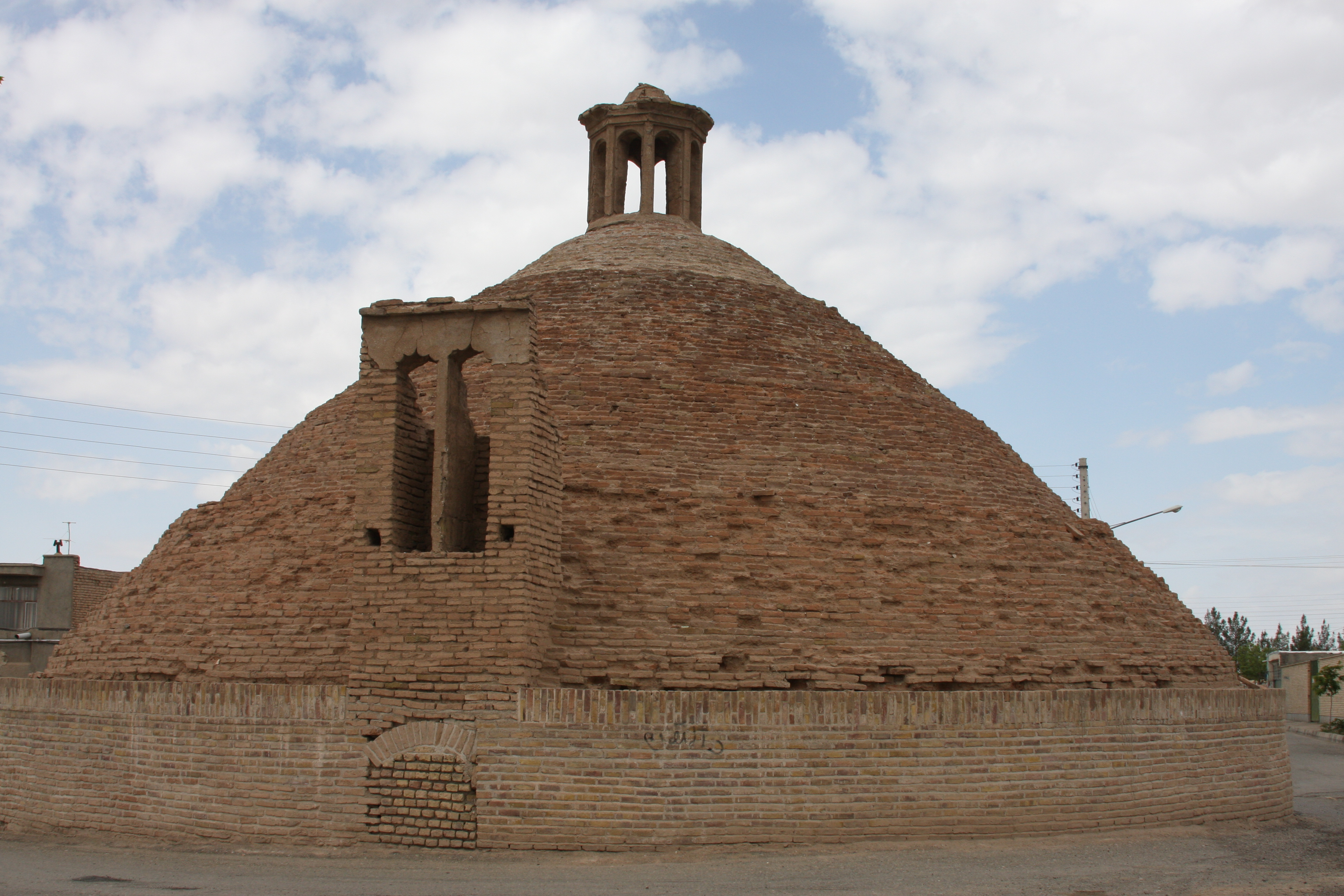
Bardaskan
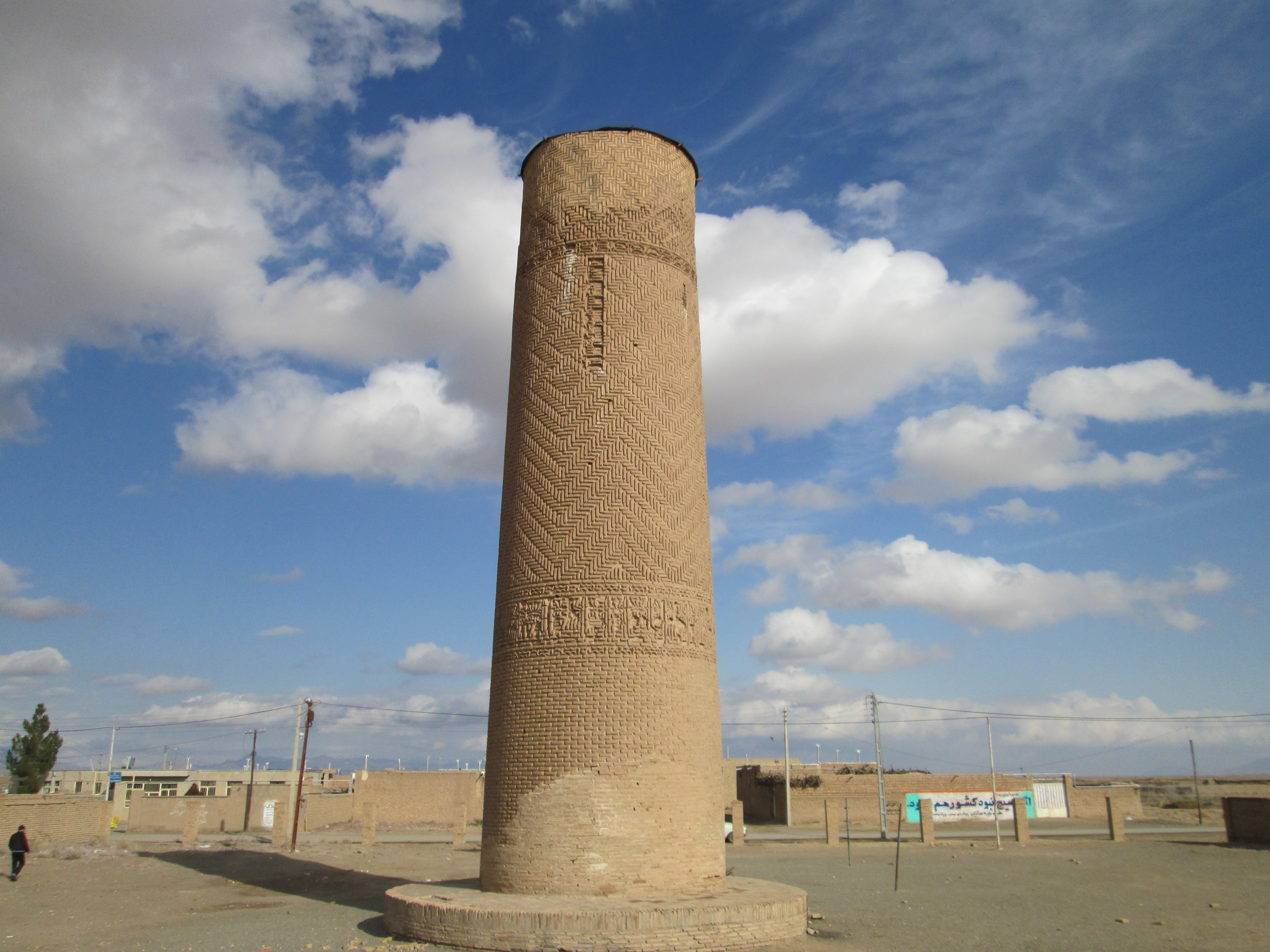
Bardaskan